# فیزیک غیرممکن‌ها (مستند)
فیزیک غیرممکن‌ها مستندی آمریکایی است که برای اولین بار در سال ۲۰۰۹ در آمریکا پخش شد. این مستند درباره کارهایی است که در حال حاضر غیرممکن است اما شاید در آینده نزدیک بتوان به آن‌ها دست یافت. این مستند از روی کتاب فیزیک غیرممکن‌ها ساخته شده‌است. در هر بخش از این مستند دکتر میچیو کاکو مهفومی را که در برخی فیلم‌های علمی تخیلی آمده‌است بیان می‌کند و توضیحات و مبانی تکنولوژیکی برای آن می‌آورد. همچنین وی با دانشمندانی که به موضوع هر بخش مربوط است دیدار می‌کند.